# Week-end à quatre
Pour les articles homonymes, voir A Day to Remember (homonymie).
Pour plus de détails, voir Fiche technique et Distribution.
Week-end à quatre (A Day to Remember) est un film britannique réalisé par Ralph Thomas, sorti en 1953.

## Synopsis
À la veille de leur séjour en France, les membres du club de fléchettes du pub Hand & Flower se réunissent autour d'un verre. Ce voyage d'une journée est organisé par un des membres réguliers, agent de voyages. Pour certains, cela va être la première fois qu'ils quittent l'Angleterre, pour d'autres ce sera la première fois qu'ils retournent en France depuis la guerre. Un des membres espère acheter des montres en France pour les revendre une fois revenu en Angleterre. Un autre, Jim Carver, a une relation difficile avec sa fiancée.
Le lendemain, le groupe se retrouve à la gare Victoria pour prendre le train puis le ferry pour Boulogne-sur-Mer. Une fois débarqués du bateau, malgré l'insistance de leur chef non officiel, le tenant du pub, le groupe se sépare. Jim Carver veut visiter une ferme près de laquelle il a participé à un combat en 1944 au moment de la libération. Il dépose des fleurs au cimetière où a été enterré un de ses camarades. Il retrouve une jeune femme, Martine, qu'il avait rencontrée 8 ans auparavant, et celle-ci l'invite à déjeuner avec sa famille à la ferme. Ils ont un coup de foudre, mais Martine est elle aussi fiancée.
Le reste du groupe déjeune dans un café avant de s'éparpiller pour visiter la ville. Un d'eux part à la recherche de montres, un autre se soûle et décide de rejoindre la Légion étrangère malgré les efforts de ses amis pour l'en dissuader. Plus tard, le groupe revient vers les docks pour reprendre le bateau du retour, en se demandant où peut bien être passé Carver.
Martine a rompu avec son fiancé, mais elle se dispute avec Jim et il se dirige vers le bateau. Une fois à bord, il voit Martine qui lui crie son amour et ils prévoient de se revoir dès son retour en France.

## Fiche technique
- Titre original : A Day to Remember
- Titre français : Week-end à quatre
- Réalisation : Ralph Thomas
- Scénario : Robin Estridge, d'après le roman The Hand and Flower de Jerrard Tickell
- Direction artistique : Maurice Carter
- Décors : Arthur Taksen
- Costumes : Yvonne Caffin
- Photographie : Ernest Steward
- Son : John W. Mitchell, Gordon K. McCallum
- Montage : Gerald Thomas
- Production exécutive : Earl St. John
- Production : Betty E. Box
- Société de production : Betty E. Box Productions
- Société de distribution : General Film Distributors
- Pays de production :  Royaume-Uni
- Langue originale : anglais, français
- Format : Noir et blanc  — 35 mm — 1,37:1 — son mono
- Genre : Comédie dramatique
- Durée : 92 minutes
- Dates de sortie : Royaume-Uni : 10 novembre 1953

## Distribution
- Stanley Holloway : Charley Porter
- Joan Rice : Vera Mitchell
- Odile Versois : Martine Berthier
- Donald Sinden : Jim Carver
- James Hayter : Fred Collins
- Bill Owen : "Shorty" Sharpe
- Harry Fowler : Stan Harvey
- Edward Chapman : M. Robinson
- Theodore Bikel : Henri Dubot
- Lily Kann : la grand-mère
- Robert Le Béal : M. Berthier
- Marcel Poncin : Baptiste Sautet
- Vernon Gray : Marvin